# Zawady (powiat kaliski)
Zawady – wieś w Polsce położona w województwie wielkopolskim, w powiecie kaliskim, w gminie Opatówek.
W latach 1975–1998 miejscowość administracyjnie należała do województwa kaliskiego.
W 1929 Zawady wyłączono z gminy Tyniec i włączono do gminy Opatówek. 